# 吳瓊 (演員)
吴琼（1962年—），生于中国安徽省芜湖繁昌县，黄梅戏演员，一级演员。曾与马兰、吴亚玲、袁玫、杨俊一起，被誉为“黄梅戏五朵金花”。代表作品有黄梅戏《女驸马》、《天仙配》、《孟姜女》等。后作为流行歌手活跃于中国内地文艺界，多次登上央视春晚的舞台。

## 生平
1980年，毕业于安徽省艺术学校，之后加入安徽省黄梅戏剧院。1992年，加入中国广播艺术团，并进入流行乐坛。

## 主要作品

### 黄梅戏
《女驸马》、《天仙配》、《孟姜女》

### 专辑
《悄悄话》、《用我的心握你的手》、《仙女》

### 电视剧
《三七撞上二十一》、《江河水》